# تمثیل احتیاط
تمثیل احتیاط (به انگلیسی: Allegory of Prudence) (ح. ۱۵۶۵–۱۵۵۰) یک نقاشی رنگ روغن است که روی بوم کشیده شده و به هنرمند ایتالیایی تیسین و دستیارانش نسبت داده می‌شود. این نقاشی سه سر انسان را نشان می‌دهد که هر کدام به جهتی متفاوت نگاه می‌کنند و بالای سر سه حیوان (از چپ به راست، یک گرگ، یک شیر و یک سگ) قرار دارند. این اثر در نگارخانۀ ملی لندن نگهداری می‌شود. این نقاشی معمولاً به عنوان اثری در سطوح مختلف تفسیر می‌شود. در سطح اول، سنین مختلف سه سر انسان در سه عصر انسان را نشان می‌دهد (از چپ به راست: پیری، بلوغ و جوانی)، موضوعی که تیسین ۵۰ سال قبل در اثر خود با عنوان «سه عصر انسان» به تصویر کشیده بود.